# بوب كيلي (لاعب كرة قاعدة أمريكي)
بوب كيلي (بالإنجليزية: Bob Keely)‏ هو لاعب كرة قاعدة أمريكي، ولد في 22 أغسطس 1909 في سانت لويس في الولايات المتحدة، وتوفي في 20 مايو 2001 في ساراسوتا في الولايات المتحدة.

## وصلات خارجية
- بوب كيلي (لاعب كرة قاعدة أمريكي) على موقعبيزبول رفرنس.كوم (الدوري الرئيسي) (الإنجليزية)
- بوب كيلي (لاعب كرة قاعدة أمريكي) على موقع جمعية أبحاث البيسبول الأمريكية (الإنجليزية)